# Waiotauru (rivière)
La rivière Waiotauru  (en anglais : Waiotauru River) est un cours d’eau de la région Wellington de l’Île du Nord de la Nouvelle-Zélande.

## Géographie
Elle s’écoule vers le nord à partir de ses deux branches, la «  Southern Waiotauru River » et la « Eastern Waiotauru (ou Snowy) River ». Toutes deux ont leur origine dans l’extrémité sud-ouest de la chaîne Tararua, avec la branche est ayant son origine sur les pentes du Mont Hector. La rivière  Waiotauru rencontre le fleuve Otaki au niveau d ‘ « Otaki Forks », à 15 km au sud-est de la ville d’Otaki.
(en) Land Information New Zealand, « détail emplacement: Waiotauru (rivière) », sur New Zealand Gazetteer